# Mrgavan
Mrgavan (in armeno Մրգավան?, fino al 1945 Gyodaklu) è un comune dell'Armenia di 1 909 abitanti (2008) della provincia di Ararat.